# Ewan McGregor
Ewan Gordon McGregor, OBE ([ˌjuːən məˈgrɛgər]?; født 31. marts 1971 i Perth, Skotland) er en skotsk skuespiller. Han fik sit internationale gennembrud som Renton i filmen Trainspotting fra 1996 og fik senere stor succes som den unge Obi-Wan Kenobi i de forløbne Star Wars-film og som den romantiske digter Christian i Moulin Rouge! Andre kendte film tæller Big Fish, Black Hawk Down, The Island og Engle og Dæmoner. Sideløbende med de store Hollywood-produktioner har han indspillet flere kunst-film og mindre film i Skotland og England, bl.a. The Pillow Book og Young Adam, samt flere kunstneriske kortfilm.

## Tidlig karriere og gennembrud
McGregor begyndte sin teaterkarriere ved Perth Repertory Theatre (en) og studerede derefter drama i Kirkcaldy, Fife. I 1988 rejste han til London og begyndte at studere drama ved Guildhall School of Music and Drama, hvor også den senere skuespiller Daniel Craig studerede. Et halvt år inden han var færdig, blev han tilbudt en hovedrolle i Dennis Potters seks afsnit lange BBC-serie Lipstick on Your Collar, og valgte at droppe studierne. Samme år, i 1993, fik han også sin spillefilmdebut i Robin Williams-filmen Being Human. Her var dog blot tale om en meget lille rolle, og man lagde først for alvor mærke til McGregor året efter, i Danny Boyles film Mord mellem venner, hvor han spillede rollen som Alex Law. Mord mellem venner var Boyles første spillefilm. Før det havde han lavet en hel del produktioner direkte til tv, og samarbejdet mellem Boyle og McGregor skulle senere vise sig at blive meget vigtigt for dem begge, nemlig to år senere, i 1996, med filmen Trainspotting. I 1995 var McGregor med i det romantiske komediedrama Blue Juice med blandt andre Catherine Zeta-Jones, men dén film blev aldrig nogen større succes. Det blev Trainspotting derimod, baseret på Irvine Welshs roman. Filmen foregår i Edinburgh i Skotland, og McGregor spiller hovedrollen som heroin-junkien Renton. Renton ved godt, at han skal vælge et liv, et job og en fremtid, men det er svært. Historien kredser om ham og hans venner, om afhængighed og ikke mindst, hvor svært det er at komme ud af problemerne igen. Selv om der er tale om alvorlige emner, er filmen hovedsagelig humoristisk og positiv. For at kunne spille en udmagret junkie måtte McGregor på en meget stram diæt, der forbød ham at drikke alkohol og mejeriprodukter. Det tog ham kun to måneder at nå målet. Filmen blev meget godt modtaget af anmeldere og publikum, og med et relativt lavt budget blev den også en stor økonomisk succes. Troværdige skuespilpræstationer, god instruktion og et Oscar-nomineret manuskript var hovedelementerne, men også et soundtrack tællende bl.a. Lou Reed, New Order og Iggy Pop kunne tælles blandt årsagerne til den store popularitet. McGregor vandt desuden en skotsk BAFTA Award og en Empire Award for sit portræt af Renton. Der har senere været snak om at lave en efterfølger til Trainspotting, en indspilning af Irvine Welshs følgende roman Porno. Instruktør Danny Boyle har været positiv for ideen, mens McGregor kategorisk har afvist det, da han ønsker, at filmen skal huskes som den er. 

## Kunstfilm og Hollywood
The Pillow Book fra 1996 var en udpræget kunstfilm instrueret af den walisiske filminstruktør Peter Greenaway og baseret på Sei Shonagons bog. Vivian Wu spiller hovedrollen som Nagiko, en japansk model der søger efter glæde og nye kulturelle erfaringer fra forskellige kærester. Filmen er en kunstnerisk sammensmeltning af det mørke moderne drama med idealiserede kinesiske og japanske kulturelle temaer og indstillinger, og centreres omkring kroppens maleri. Ewan McGregor spiller rollen som den biseksuelle Jerome, en engelsk oversætter, der bliver Nagikos foretrukne kærlighed. Flere af scenerne i filmen omfatter fuld frontal nøgenhed. McGregor er én af de få stjerneskuespillere, som ikke ser dette som en hindring, hverken i denne film, eller i f.eks. Trainspotting, Velvet Goldmine eller Young Adam. I 1996 spillede han overfor Gwyneth Paltrow i filmatiseringen af Jane Austens Emma, og i 1997 blev han instrueret af danske Ole Bornedal i dennes genindspilning af Nattevagten fra 1994. I Nightwatch overtog McGregor rollen som Martin, der bliver nattevagt på et lighus, fra Nikolaj Coster-Waldau. Patricia Arquette, Josh Brolin og Nick Nolte medvirkede også i den amerikanske version, men på trods af de kendte skuespillere, blev filmen ikke nogen større succes. I 1997 blev McGregor genforenet med instruktøren Danny Boyle i filmen Et ikke helt almindeligt liv. Udover McGregor var også Cameron Diaz, Holly Hunter og Delroy Lindo at finde på rollelisten. Et ikke helt almindeligt liv blev dog langt fra en succes på samme niveau, som Trainspotting havde været for Boyle og McGregor året forinden. I 1998 spillede McGregor rollen som Curt Wild i Todd Haynes’ Velvet Goldmine, en historie om en popstjerne, hovedsageligt baseret på David Bowies Ziggy Stardust-karakter, og som foregår i Storbritannien i begyndelsen af 1970’erne, mens glamrock var på sit højeste. I 1999 kom George Lucas med sit længe ventede første kapitel af stjernekrigs-sagaen Star Wars. I Star Wars Episode I: Den usynlige fjende spiller McGregor Obi-Wan Kenobi, som i de originale film blev spillet af Alec Guinness. Star Wars Episode I: Den usynlige fjende blev en kæmpe økonomisk succes, og betød også stor kommerciel succes for McGregor, en succes som kun blev endnu større i 2001, da han blev tilbudt rollen som den romantiske digter Christian i Baz Luhrmanns musical Moulin Rouge!. McGregor synger selv sine sange i Moulin Rouge!. McGregor havde haft ønske om at spille med i Luhrmanns Romeo + Juliet fra 1996, men fik nu i stedet muligheden for at arbejde sammen med den australske instruktør i den stort opsatte musical. Samme år havde en anden verdensberømt instruktør æren af at have McGregors navn på plakaten, nemlig britiske Ridley Scott. Filmen Black Hawk Down er en meget action-præget krigsfilm, om en militærhelikopter, der styrter ned i en by, i det krigshærgede Somalia. Især skarp og hurtig klipning og lyd, som filmen også fik tildelt Oscar-statuetter for, var i centrum, og var med til at give et realistisk og klaustrofobisk look. I 2002 var det helt andre kampe, der var på spil, tungt artilleri blev afløst af dueller med lyssværd i den andet kapitel af Star Wars-sagaen, Star Wars Episode II: Klonernes angreb. Året efter spillede McGregor overfor Renée Zellweger i den romantiske komedie Down with Love, og i 2003 blev det også til det smalle skotske drama Young Adam, der foregår i og omkring en flodbåd. Den hverdagsrealistiske Young Adam står på mange punkter i stærk kontrast til McGregors næste film, den eventyrlige og fantastiske Big Fish, instrueret af Tim Burton. En historie om en søn, der forsøger at lære mere om sin døende far, ved at genopleve historier og myter faderen fortalte ham som barn. Albert Finney spiller faderen, og McGregor blev castet som den unge Ed Bloom, da producenterne så klare ligheder mellem McGregor og en ung Finney.

## Karriere fra 2005 til i dag
I 2005 kom det sidste kapitel af Star Wars-serien med Star Wars Episode III: Sith-fyrsternes hævn og samme år blev det til endnu en science fiction-film, nemlig Michael Bays The Island. Udover mange action-sekvenser, som må siges at være typiske for en Michael Bay-film, tog filmen også mere alvorlige problemstillinger op, f.eks. om kloning og organdonation, alt sammen sat i en ikke så fjern fremtid. Scarlett Johansson spiller den kvindelige hovedrolle, mens Sean Bean endnu engang spiller den onde skurk.
Filmen Stay fra 2005 med McGregor og Naomi Watts gik ret ubemærket hen. Det er en mystisk thriller instrueret af Marc Forster, som tidligere havde fået stor ros for filmene Monster's Ball og Finding Neverland, og senere instruerede James Bond-filmen Quantum of Solace. Han lagde stemme til tegnefilmene  Valiant og Robotter, begge fra 2005.
McGregor blev overvejet til og fik tilbudt rollen som James Bond i Casino Royale.
I 2007 spillede McGregor overfor Colin Farrell i Woody Allens krimi Cassandra's Dream, Senere har man kunnet opleve McGregor overfor Tom Hanks i Engle og Dæmoner, baseret på Dan Browns roman af samme navn, og i filmen The Men Who Stare at Goats med bl.a. George Clooney og Jeff Bridges. I I Love You Phillip Morris spiller han homoseksuel og kæreste med Jim Carrey, og i Roman Polanskis thriller Skyggen (2010), spiller han overfor Pierce Brosnan. Blandt nyere projekter er det romantiske drama Perfect Sense (2011) med Eva Green og Connie Nielsen og med manuskript af Kim Fupz Aakeson, samt Steven Soderberghs action-thriller Haywire med Michael Douglas.[kilde mangler] I 2022 vendte McGregor tilbage på skærmen, hvor han igen spillede rollen som Obi-Wan Kenobi i miniserien Obi-Wan Kenobi på Disney+.

## Privat
McGregor blev født i Perth, Skotland, som søn af lærerparret Carol Diane og James Charles Stuart McGregor. Han voksede op i den lille by Crieff i nærheden af Perth. Han har en ældre bror, Colin, som er pilot i Royal Air Force.
McGregor er tidligere roommate med skuespilleren Jude Law, og de er stadig gode venner. Ligeledes blev han venner med Colin Farrell under indspilningerne af Cassandra's Dream.
McGregor var gift med franske Eve Mavrakis fra 22. juli 1995 og til 2018. Sammen har de fire piger: Clara Mathilde, Jamyan, Esther Rose og Anouk. Døtrene Jamyan og Anouk er adopterede. 
Han blev gift med skuespilleren, Mary Elizabeth Winstead i april 2022. Sammen har de en søn, Laurie. 
McGregor laver meget velgørende arbejde, bl.a. for UNICEF og GO Campaign Arkiveret 1. november 2020 hos  Wayback Machine. I 2007 arbejdede han sammen med vennen Charley Boorman for UNICEF i Afrika.
McGregor har fået foretaget en laseroperation, så han ikke behøver at bruge briller.

## Udvalgt filmografi
- Being Human (1993)
- Mord mellem venner – Shallow Grave (1994)
- Blue Juice (1995)
- Trainspotting (1996)
- The Pillow Book (1996)
- Emma (1996)
- Brassed Off (1996)
- Nightwatch (1997)
- Slangens kys – The Serpent's Kiss (1997)
- Et ikke helt almindeligt liv – A Life Less Ordinary (1997)
- Velvet Goldmine (1998)
- Den lille stemme – Little Voice (1998)
- Star Wars Episode I: Den usynlige fjende – The Phantom Menace (1999)
- Vild satsning – Rogue Trader (1999)
- Eye of the Beholder (1999)
- Nora (2000)
- Moulin Rouge! (2001)
- Black Hawk Down (2001)
- Star Wars Episode II: Klonernes angreb – Attack of the Clones (2002)
- Down with Love (2003)
- Young Adam (2003)
- Big Fish (2003)
- Star Wars Episode III: Sith-fyrsternes hævn – Revenge of the Sith (2005)
- The Island (2005)
- Stay (2005)
- Stormbreaker (2006)
- Scenes of a Sexual Nature (2006)
- Miss Potter (2006)
- Cassandra's Dream (2007)
- Blown Apart – Incendiary (2008)
- Deception (2008)
- I Love You Phillip Morris (2009)
- Engle og Dæmoner – Angels & Demons (2009)
- The Men Who Stare at Goats (2009)
- Amelia (2009)
- Skyggen – The Ghost Writer (2010)
- The Impossible (2012)
- T2 Trainspotting (2017)
- Skønheden og udyret (2017)
- Birds of Prey (2020)